# Dallalu, Hunsur
Dallalu là một làng thuộc tehsil Hunsur, huyện Mysore, bang Karnataka, Ấn Độ.